# Mopshond
De mopshond is een compacte, gedrongen hond die qua model in het zogenaamde vierkantsmodel staat. De fok ervan is sinds 2019 verboden in Nederland, tenzij de fokdieren voldoen aan een aantal criteria gesteld door het ministerie van Landbouw, Natuur en Voedselkwaliteit. 

## Rasbeschrijving
De schofthoogte is ongeveer 35 centimeter en zijn gewicht behoort tussen de 6,3 (teef) en 8 (reu) kilogram te liggen.
Door de afwijkende vorm van zijn schedel heeft de mopshond vaak te kampen met oog-, oor- en gebitsproblemen. Dit vergt dus extra zorg van de eigenaar en dierenarts. Daar staat tegenover dat mopshonden tot vijftien jaar oud kunnen worden en erg lang speels en energiek blijven. Vanwege het merkwaardige uiterlijk wordt de hond door sommigen 'koddig' gevonden. Het is een mensenvriend die in aanleg niet agressief is, ook niet tegenover soortgenoten. Wel zijn de meeste mopshonden waaks.
In Nederland worden door de rasvereniging vier kleuren erkend, waarvan beige het meest voorkomt. Het masker dient echter altijd zwart te zijn. Vooral een beigekleurige mopshond verhaart tamelijk veel en vaak het gehele jaar door. Een ander kenmerk van de mopshond is de gekrulde staart, een dubbele krul verhoogt de marktwaarde.

## Oorsprong en geschiedenis

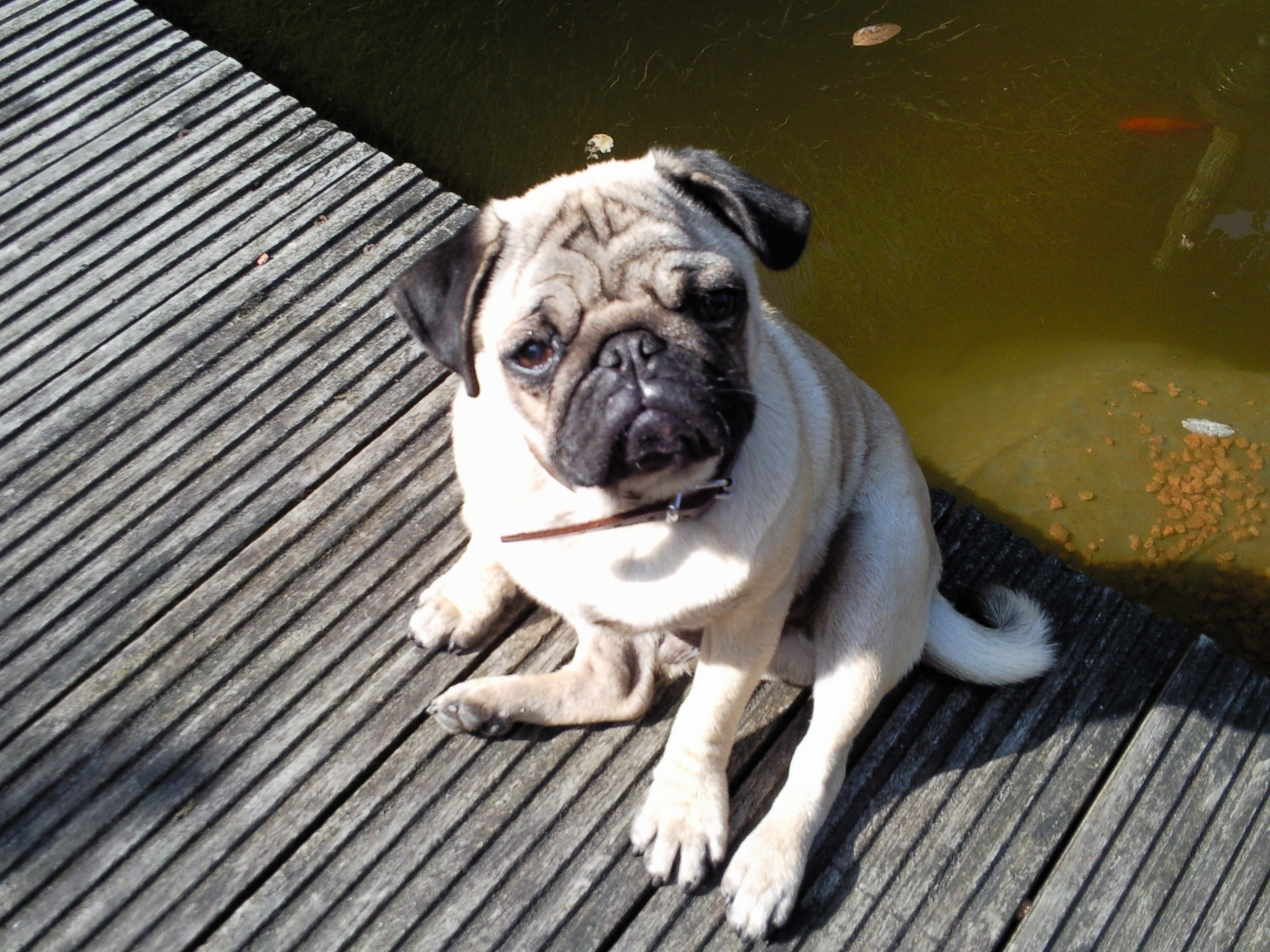
Op deze foto is goed te zien waardoor de afwijkende vorm van de snuit van mopshonden voor oog-, oor-, en gebitsproblemen kan zorgen

De mopshond zou meer dan 2500 jaar geleden in het Verre Oosten zijn ontstaan, ze werden gehouden door boeddhistische monniken in Tibet. De monniken geloofden dat als het baasje van de mopshond overleed, de ziel van de baas in zijn hond overging. Via China bereikte de mopshond ook Japan en vanuit daar via de VOC ook Europa. In 1553 bereikte de soort via Turkije Frankrijk. 
Prins Willem de Zwijger had een mopshondje genaamd Pompey. Dit hondje, dat overal met de prins meereisde, zou hem eens het leven hebben gered. Pompey krabde en blafte om de prins wakker te maken vanwege een dreigende overval. In de Republiek der Zeven Verenigde Nederlanden werd het dier populair, omdat de kleur van de vacht overeenkwam met die van het Huis van Oranje. Toen Willem III van Oranje in 1689 naar Engeland reisde om daar tot koning te worden gekroond nam hij een groot aantal mopshonden mee. Het dier werd ook daar gewild.
Na Engeland veroverde de mopshond ook Frankrijk. De mopshond van Joséphine de Beauharnais genaamd 'Fortuné', heeft volgens een volksverhaal Napoleon Bonaparte gebeten toen deze tijdens hun huwelijksnacht de slaapkamer binnenkwam. Sindsdien namen ze in aantal geleidelijk af, met als gevolg dat zelfs de Britse koningin Victoria in 1864 moeite had er een voor haar kennels te vinden. Daarna ging het echter weer beter met het ras en werden pogingen gedaan het te verbeteren en te standaardiseren, wat resulteerde in het huidige uiterlijk van de mopshond.
Hoewel in Nederland in het begin van de twintigste eeuw veel mopshonden werden gefokt, vaak zonder stamboom, is de fokkerij pas echt serieus van start gegaan na de Tweede Wereldoorlog. Vooral Chr. Veldhuis bevorderde met haar fokkerij 'Warnsborn' de kwaliteit van de populatie in Nederland. Veldhuis gaf in 1957 de aanzet tot oprichting van 'Mopshonden Vereniging Commedia', de vereniging van fokkers en liefhebbers van de mopshond in Nederland.

## Gezondheid en fokverbod
De mopshond heeft vaak te lijden aan het brachycefaal obstructief syndroom, een aandoening die voorkomt bij honden met een verkorte voorsnuit en die kan leiden tot ademhalingsproblemen. Symptomen zijn onder andere benauwdheid, een verminderd uithoudingsvermogen, snurkende ademhaling en hoesten. Daarnaast loopt het ras een verhoogd risico op huidplooiontsteking en oogproblemen, zoals ontstekingen van het hoornvlies (keratoconjunctivitis sicca), naar binnen krullende oogleden (entropion) en hoornvliesbeschadiging.
In 2019 werd, vanwege de hierboven beschreven gezondheidsproblemen, de fok van honden met een korte snuit in Nederland verboden door het ministerie van Landbouw Natuur en Voedselkwaliteit. Dit verbod wordt gehandhaafd door controles van De Nederlandse Voedsel- en Warenautoriteit (NVWA), maar het fokken gaat nog illegaal door. Dit gebeurt voornamelijk door geregistreerde fokkers die geen stamboom meer verlenen, maar ook door niet-geregistreerde fokkers, broodfokkers en handelaren. Per 18 mei 2020 worden er geen stambomen meer verstrekt.